# Кирилловское (на реке Уткашь)
Кири́лловское — деревня в Волжском сельском округе Волжского сельского поселения Рыбинского района Ярославской области.
Деревня расположена в юго-восточной окрестности города Рыбинск, на обоих, но в основном на правом, северном берегу реки Уткашь, притока Волги. Ниже Кирилловского по течению на правом берегу стоит деревня Фоминское, а выше деревня Гавриловское.
Деревня Кириловска на плане Генерального межевания Рыбинского уезда 1792 года — это правобережная часть деревни. Название левобережной части можно прочитать как Деревня Матвеевская.
На 1 января 2007 года в деревне числилось 6 постоянных жителей. Почтовое отделение Ермаково—Первое обслуживает в деревне Кирилловское 31 дом.